# Cristino Seriche Bioko
Cristino Seriche Malabo Bioko (nascut el 1940?) va ser un polític equatoguineà, Primer Ministre de la República de Guinea Equatorial des del 15 d'agost de 1982 fins al 4 de març de 1992, sota la presidència de Teodoro Obiang Nguema.
Pertany a la minoria dels bubis que viuen principalment a l'illa de Bioko. De la mateixa manera que Teodoro Obiang Nguema Mbasogo, en 1964 es va graduar a l'Acadèmia Militar de Saragossa amb el grau de capità. El 1979 va participar en el cop d'estat contra Francisco Macías Nguema.
De 1979 a 1982 havia estat Ministre d'Obres Públiques, Urbanisme i Transports. El 15 d'agost de 1982 fou nomenat Primer Ministre, càrrec que havia estat abolit en 1968 per Macías i restablert novament per la Llei Fonamental de Guinea Equatorial de 1982. El 1987 es va integrar al Partit Democràtic de Guinea Equatorial i es va mantenir en el càrrec fins al 4 de març de 1992. Després va passar a l'oposició al règim d'Obiang i va fundar el 2005 a Espanya el grup opositor Avantguada per la Defensa dels Drets dels Ciutadans.